# 球结薹草
球结薹草（学名：Carex thompsonii）为莎草科薹草属的植物，是中国的特有植物。分布于中国大陆的四川、贵州等地，生长于海拔125米至300米的地区，多生长于河边沙地以及山坡草地，目前尚未由人工引种栽培。